# Europeada 2012.
Europeada 2012. je 2. po redu nogometno prvenstvo autohtonih nacionalnih manjina u Europi.
Održava se od 16. do 24. lipnja 2012. u Njemačkoj, u Lužici.
Organizator Europeade su Savezna unija europskih manjina (Federal Union of European Nationalities) (SUEM, inoz. kratica FUEN) i Domowina, Savez Lužičkih Sorbov SUEM je u srpnju 2012. 94 članice.
Osim natjecanja predviđeno je još 300 pomagača, 8 mjesta odigravanja, kazališne radionice, dan kulture, glazba i proslave. Himna natjecanje je pjesma "Bala bala bala - tak spewa Luzica" koju izvodi Veronika "Maxl" Rachelic, RCW Synchrostudio 2011.
Sudionici su bili smješteni u Domu učenika u Burku kraj Bautzena.

## Kontroverze
Političke kontroverze nažalost nisu zaobišle ovaj turnir. Problem su pravili pojedini mediji u Grčkoj koji su oštro su napali sudjelovanje turske manjine iz zapadne Trakije, jer službena Grčka negira postojanje ove manjine. U FUEM-u su stali iza nastupa te manjine uz riječi "Čvrsto stojimo iza manjina, a drago nam je da su naši prijatelji iz Zapadne Trakije sudjelovali na turniru i postigli respektabilan rezultat za Grčki region Zapadne Trakije" (Hans Heinrich Hansen, predsjednik FUEM-a).

## Gledanost
Prema procjeni organizatora, 38 utakmica pratilo je oko 16.000 navijača usprkos relativno skupim ulaznicama (2,5 i 5 eura odnosno 5 i 8 eura za finalni dan).

## Sudionici
Sudjelovalo je 20 autohtonih nacionalnih manjina iz Europe. iz 13 država. Od Hrvata su sudjelovali Hrvati iz Srbije, dok Hrvati iz Austrije, iz Gradišća, nisu formirali reprezentaciju za ovaj turnir. Naslov brani momčad iz Južnog Tirola. Osim njih, kao favorite se smatra Rome iz Mađarske, Nijemce iz Poljske te Lužičke Srbe.
Izvlačenje skupina bilo je 1. prosinca 2011. u saskom zastupništvu. Partneri i pokrovitelji ove manifestacije su Slobodna Država Saska (Freistaat Sachsen), ministarstvo unutarnjih poslova Savezne Republike Njemačke te energijski koncern Vattenfall Europe. Medijski partner je Mitteldeutsche Rundfunk.
U zadnji je čas broj sudionika smanjen za jednog, tako da je sudjelovalo 19 momčadi iz 12 europskih država.
Sudionici:
| Sastav                                    | Prijašnja sudjelovanja1 |
| ----------------------------------------- | ----------------------- |
| Danci iz Njemačke                         | drugo sudjelovanje      |
| Nijemci iz Mađarske                       | drugo sudjelovanje      |
| Romi iz Mađarske                          | drugo sudjelovanje      |
| Oksitanci iz Francuske                    | drugo sudjelovanje      |
| Karačajevci iz Rusije                     | drugo sudjelovanje      |
| Nijemci iz Južnog Tirola                  | drugo sudjelovanje      |
| Hrvati iz Srbije                          | drugo sudjelovanje      |
| Lužički Srbi iz Njemačke                  | drugo sudjelovanje      |
| Cimbri iz Italije                         | drugo sudjelovanje      |
| Velšani iz V. Britanije                   | drugo sudjelovanje      |
| Retoromani iz Švicarske                   | drugo sudjelovanje      |
| Sjeverni Frizijci iz Njemačke             | drugo sudjelovanje      |
| Nijemci iz Danske                         | drugo sudjelovanje      |
| Nijemci iz Poljske                        | drugo sudjelovanje      |
| Nijemci iz Rusije                         | prvo sudjelovanje       |
| koruški Slovenci, Austrija                | prvo sudjelovanje       |
| izabrani predstavnici manjina iz Estonije | prvo sudjelovanje       |
| zapadnotrački Turci iz Grčke              | prvo sudjelovanje       |
| Slovaci iz Mađarske                       | prvo sudjelovanje       |
| Ladini iz Italije                         | prvo sudjelovanje       |

Lužički Srbi igrali su u sastavu: Křesćan Bejmak, Jeremias Bětka, Bosćij Böhm, Bosćij Cyž, Tadej Cyž, Pětr Domaška, Florian Dórnik, Christoph Dubaw, Christoph Gloxyn, Bjarnat Korch, Denny Kral, Tobias Kubaš, Robert Lehnert, Willi Paška, Feliks Rehor, Daniel Ričl, Stanij Smoła, Robert Statnik, Frank Šewc, Antonius Škoda, Tobias Škoda, Dirk Šołta a Paul Zimmermann. Trener je bio Frank Ričl.
Vojvođanski Hrvati igrali su u sastavu: Nenad Vuković (Tavankut), Igor Skenderović (Tavankut), Željko Gašparović (Beočin), Mijo Erceg (Golubinci), Josip Gal (Sonta), Dejan Kekezović (Bajmak), Predrag Bedeković (Tavankut), Marko Vujić (Mala Bosna), Mladen Čović (Subotica), Darijan Mračina (Sombor), Davor Poljaković (Subotica), Dinko Kuntić (Subotica), Kristian Čorba (Subotica), Bojan Ušumović (Subotica), Damir Lukač (Subotica), Davor Rajkovača (Subotica), Slaven Juriša (Surčin). Stručni stožer činili su: izbornik Marinko Poljaković (Kelebija), koordinator Petar Kuntić (Subotica), tehniko Ivan Budinčević (Subotica), liječnik dr Zdravko Doko (Subotica).
Sa zadnjeg prvenstva nema reprezentacije Aromuna iz Rumunjske, Aromuna iz Makedonije, Hrvata iz Rumunjske, Katalonaca iz Španjolske.

## Mjesta održavanja
Igra se na igralištima u Crostwitzu (suradnici su), Nebelschützu, Neschwitzu, Panschwitz-Kuckauu, Radiboru, Ralbitzu i Wittichenauu. Završnica se igra na stadionu Müllerwiese u Bautzenu.

## Natjecateljski sustav
20 se sastava natječe u pet skupina. Natjecanja u skupinama traju od 16. do 19. lipnja, nakon čega slijedi dan odmora, za uživanje ponude regije. U petak 22. lipnja se igra poluzavršnica, a subotu završnica, nakon čega slijedi organizirana velika proslava u Budyšinu.
Sastavi skupina su:
- skupina A:[12] Lužički Srbi iz Njemačke, Nijemci iz Poljske, koruški Slovenci iz Austrije, manjine iz Estonije

- skupina B:[13] Romi iz Mađarske, Nijemci iz Rusije, Retoromani iz Švicarske, Slovaci iz Mađarske

- skupina C:[14] Hrvati iz Srbije, zapadnotrački Turci iz Grčke, Ladini iz Italije, Sjeverni Frizijci iz Njemačke

- skupina D:[15]Nijemci iz Južnog Tirola, Nijemci iz Mađarske, Karačajevci iz Rusije, Nijemci iz Danske (nisu doputovali).

- skupina E:[16]Danci iz Njemačke, Cimbri iz Italije, Velšani iz V. Britanije, Oksitanci iz Francuske

Budući da Nijemci iz Danske nisu doputovali, ostale su momčadi iz skupine D odigrali prijateljske utakmice s domaćim niželigašima u terminima kad je to bilo predviđeno da se odigra utakmica sa sastavom koji nije doputovao.

## Rezultati

### Faza po skupinama

#### Skupina A
Rezultati su bili:
- 1. kolo

| 17. lipnja 2012. 15:00, susret br. 001 |       |                    |                                                      |
| Lužički Srbi                           | 4 : 3 | Nijemci iz Poljske | Nebelschütz Broj gledatelja: 2500 Sudac: Frank Greim |
|                                        |       |                    | Nebelschütz Broj gledatelja: 2500 Sudac: Frank Greim |

| 17. lipnja 2012. 10:30, susret br. 002 |       |                     |                                  |
| koruški Slovenci                       | 7 : 0 | manjine iz Estonije | Nebelschütz Sudac: Clemens Betka |
|                                        |       |                     | Nebelschütz Sudac: Clemens Betka |

Ljestvica nakon 1. kola
| Momčad              | Uta. | Pob. | Izj. | Por. | Po. | Pr. | Gr. | Bod. |
| ------------------- | ---- | ---- | ---- | ---- | --- | --- | --- | ---- |
| koruški Slovenci    | 1    | 1    | 0    | 0    | 7   | 0   | +7  | 3    |
| Lužički Srbi        | 1    | 1    | 0    | 0    | 4   | 3   | +1  | 3    |
| Nijemci iz Poljske  | 1    | 0    | 0    | 1    | 3   | 4   | -1  | 0    |
| manjine iz Estonije | 1    | 0    | 0    | 1    | 0   | 7   | -7  | 0    |

- 2. kolo

| 18. lipnja 2012. 17:00, susret br. 011 |       |                  |                                                     |
| Lužički Srbi                           | 0 : 1 | koruški Slovenci | Ralbitz Broj gledatelja: 1480 Sudac: Elias Schimera |
|                                        |       |                  | Ralbitz Broj gledatelja: 1480 Sudac: Elias Schimera |

| 18. lipnja 2012. 19:00, susret br. 012 |       |                     |                               |
| Nijemci iz Poljske                     | 3 : 0 | manjine iz Estonije | Ralbitz Sudac: Elias Schimera |
|                                        |       |                     | Ralbitz Sudac: Elias Schimera |

Ljestvica nakon 2. kola
| Momčad              | Uta. | Pob. | Izj. | Por. | Po. | Pr. | Gr. | Bod. |
| ------------------- | ---- | ---- | ---- | ---- | --- | --- | --- | ---- |
| koruški Slovenci    | 2    | 2    | 0    | 0    | 8   | 0   | +8  | 6    |
| Lužički Srbi        | 2    | 1    | 0    | 1    | 4   | 4   | +0  | 3    |
| Nijemci iz Poljske  | 2    | 1    | 0    | 1    | 6   | 4   | +2  | 3    |
| manjine iz Estonije | 2    | 0    | 0    | 1    | 0   | 10  | -10 | 0    |

- 3. kolo

| 19. lipnja 2012. 19:00, susret br. 021 |       |                     |                                                         |
| Lužički Srbi                           | 8 : 0 | manjine iz Estonije | Crostwitz Broj gledatelja: 1550 Sudac: Heiko Heiduschke |
|                                        |       |                     | Crostwitz Broj gledatelja: 1550 Sudac: Heiko Heiduschke |

| 19. lipnja 2012. 19:00, susret br. 022 |       |                  |                                |
| Nijemci iz Poljske                     | 1 : 1 | koruški Slovenci | Ralbitz Sudac: Andreas Schmidt |
|                                        |       |                  | Ralbitz Sudac: Andreas Schmidt |

Ljestvica nakon 3. kola
| Momčad              | Uta. | Pob. | Izj. | Por. | Po. | Pr. | Gr. | Bod. |
| ------------------- | ---- | ---- | ---- | ---- | --- | --- | --- | ---- |
| koruški Slovenci    | 3    | 2    | 1    | 0    | 9   | 1   | +8  | 7    |
| Lužički Srbi        | 3    | 2    | 0    | 1    | 12  | 4   | +8  | 6    |
| Nijemci iz Poljske  | 3    | 1    | 1    | 1    | 7   | 5   | +2  | 4    |
| manjine iz Estonije | 3    | 0    | 0    | 3    | 0   | 18  | -18 | 0    |

U četvrtzavršnicu prošli su koruški Slovenci i Lužički Srbi.

#### Skupina B
Rezultati su bili:
- 1. kolo

| 17. lipnja 2012. 10:30, susret br. 003 |       |                   |                                  |
| Romi iz Mađarske                       | 1 : 1 | Nijemci iz Rusije | Neschwitz Sudac: Frank Schiemann |
|                                        |       |                   | Neschwitz Sudac: Frank Schiemann |

| 17. lipnja 2012. 15:00, susret br. 004 |       |                     |                                |
| Retoromani                             | 0 : 2 | Slovaci iz Mađarske | Wittichenau Sudac: Axel Görner |
|                                        |       |                     | Wittichenau Sudac: Axel Görner |

Ljestvica nakon 1. kola
| Momčad              | Uta. | Pob. | Izj. | Por. | Po. | Pr. | Gr. | Bod. |
| ------------------- | ---- | ---- | ---- | ---- | --- | --- | --- | ---- |
| Slovaci iz Mađarske | 1    | 1    | 0    | 0    | 2   | 0   | +2  | 3    |
| Romi iz Mađarske    | 1    | 0    | 1    | 0    | 1   | 1   | +0  | 1    |
| Nijemci iz Rusije   | 1    | 0    | 1    | 0    | 1   | 1   | +0  | 1    |
| Retoromani          | 1    | 0    | 0    | 1    | 0   | 2   | -2  | 0    |

- 2. kolo

| 18. lipnja 2012. 17:00, susret br. 013 |       |            |                                  |
| Romi iz Mađarske                       | 9 : 0 | Retoromani | Nebelschütz Sudac: Sven Dankhoff |
|                                        |       |            | Nebelschütz Sudac: Sven Dankhoff |

| 18. lipnja 2012. 19:00, susret br. 014 |       |                     |                                   |
| Nijemci iz Rusije                      | 6 : 1 | Slovaci iz Mađarske | Nebelschütz Sudac: Detlef Hofmann |
|                                        |       |                     | Nebelschütz Sudac: Detlef Hofmann |

Ljestvica nakon 2. kola:
| Momčad              | Uta. | Pob. | Izj. | Por. | Po. | Pr. | Gr. | Bod. |
| ------------------- | ---- | ---- | ---- | ---- | --- | --- | --- | ---- |
| Romi iz Mađarske    | 2    | 1    | 1    | 0    | 10  | 1   | +9  | 4    |
| Nijemci iz Rusije   | 2    | 1    | 1    | 0    | 7   | 2   | +5  | 4    |
| Slovaci iz Mađarske | 2    | 1    | 0    | 1    | 3   | 6   | -3  | 3    |
| Retoromani          | 2    | 0    | 0    | 2    | 0   | 11  | -13 | 0    |

- 3. kolo

| 19. lipnja 2012. 17:00, susret br. 023 |       |                     |                               |
| Romi iz Mađarske                       | 3 : 0 | Slovaci iz Mađarske | Ralbitz Sudac: Christoph Wels |
|                                        |       |                     | Ralbitz Sudac: Christoph Wels |

| 19. lipnja 2012. 17:00, susret br. 024 |       |            |                            |
| Nijemci iz Rusije                      | 6 : 0 | Retoromani | Crostwitz Sudac: Jörg Otto |
|                                        |       |            | Crostwitz Sudac: Jörg Otto |

Ljestvica nakon 3. kola:
| Momčad              | Uta. | Pob. | Izj. | Por. | Po. | Pr. | Gr. | Bod. |
| ------------------- | ---- | ---- | ---- | ---- | --- | --- | --- | ---- |
| Romi iz Mađarske    | 3    | 2    | 1    | 0    | 13  | 1   | +12 | 7    |
| Nijemci iz Rusije   | 3    | 2    | 1    | 0    | 13  | 2   | +11 | 7    |
| Slovaci iz Mađarske | 3    | 1    | 0    | 2    | 3   | 9   | -6  | 3    |
| Retoromani          | 3    | 0    | 0    | 3    | 0   | 17  | -17 | 0    |

U četvrtzavršnicu prošli su Romi iz Mađarske i Nijemci iz Rusije.

#### Skupina C
Rezultati su bili:
- 1. kolo

| 17. lipnja 2012. 10:30, susret br. 005                            |       |                     |                                        |
| Hrvati iz Srbije                                                  | 6 : 2 | zapadnotrački Turci | Panschwitz/Kuckau Sudac: Sven Dankhoff |
| Mladen Čović 2, Davor Rajkovača 2, Bojan Ušumović 1, Mijo Erceg 1 |       |                     | Panschwitz/Kuckau Sudac: Sven Dankhoff |

| 17. lipnja 2012. 15:00, susret br. 006 |       |                          |                                    |
| Ladini iz Italije                      | 2 : 0 | Sj. Frizijci iz Njemačke | Neschwitz Sudac: Martin Zschoschke |
|                                        |       |                          | Neschwitz Sudac: Martin Zschoschke |

Ljestvica nakon 1. kola
| Momčad                        | Uta. | Pob. | Izj. | Por. | Po. | Pr. | Gr. | Bod. |
| ----------------------------- | ---- | ---- | ---- | ---- | --- | --- | --- | ---- |
| Hrvati iz Srbije              | 1    | 1    | 0    | 0    | 6   | 2   | +4  | 3    |
| Ladini iz Italije             | 1    | 1    | 0    | 0    | 2   | 0   | +2  | 3    |
| Sjeverni Frizijci iz Njemačke | 1    | 0    | 0    | 1    | 0   | 2   | -2  | 0    |
| zapadnotrački Turci           | 1    | 0    | 0    | 1    | 2   | 6   | -4  | 0    |

- 2. kolo

| 18. lipnja 2012. 17:00, susret br. 015 |       |                   |                                   |
| Hrvati iz Srbije                       | 6 : 0 | Ladini iz Italije | Wittichenau Sudac: Matthias Krahl |
| Kristijan Čorba 3, Mladen Čović 3      |       |                   | Wittichenau Sudac: Matthias Krahl |

| 18. lipnja 2012. 19:00, susret br. 016 |       |                          |                                    |
| zapadnotrački Turci                    | 2 : 5 | Sj. Frizijci iz Njemačke | Wittichenau Sudac: Michael Liebner |
|                                        |       |                          | Wittichenau Sudac: Michael Liebner |

Ljestvica nakon 2. kola
| Momčad                        | Uta. | Pob. | Izj. | Por. | Po. | Pr. | Gr. | Bod. |
| ----------------------------- | ---- | ---- | ---- | ---- | --- | --- | --- | ---- |
| Hrvati iz Srbije              | 2    | 2    | 0    | 0    | 12  | 2   | +10 | 6    |
| Ladini iz Italije             | 2    | 1    | 0    | 1    | 2   | 6   | -4  | 3    |
| Sjeverni Frizijci iz Njemačke | 2    | 1    | 0    | 1    | 5   | 4   | +3  | 3    |
| zapadnotrački Turci           | 2    | 0    | 0    | 2    | 4   | 11  | -7  | 0    |

- 3. kolo

| 19. lipnja 2012. 17:00, susret br. 025           |       |                          |                                          |
| Hrvati iz Srbije                                 | 5 : 0 | Sj. Frizijci iz Njemačke | Panschwitz/Kuckau Sudac: Frank Schiemann |
| Rajkovača, Kekezović, Ušumović, Gal, Gašparović. |       |                          | Panschwitz/Kuckau Sudac: Frank Schiemann |

| 19. lipnja 2012. 17:00, susret br. 026 |       |                   |                                |
| zapadnotrački Turci                    | 1 : 1 | Ladini iz Italije | Wittichenau Sudac: Axel Görner |
|                                        |       |                   | Wittichenau Sudac: Axel Görner |

Ljestvica nakon 3. kola
| Momčad                        | Uta. | Pob. | Izj. | Por. | Po. | Pr. | Gr. | Bod. |
| ----------------------------- | ---- | ---- | ---- | ---- | --- | --- | --- | ---- |
| Hrvati iz Srbije              | 3    | 3    | 0    | 0    | 17  | 2   | +10 | 9    |
| Ladini iz Italije             | 3    | 1    | 1    | 1    | 3   | 7   | -4  | 4    |
| Sjeverni Frizijci iz Njemačke | 3    | 1    | 0    | 2    | 5   | 9   | -4  | 3    |
| zapadnotrački Turci           | 3    | 0    | 1    | 2    | 5   | 12  | -7  | 1    |

U četvrtzavršnicu prošli su Hrvati iz Srbije.

#### Skupina D
Rezultati su bili:
- 1. kolo

| 17. lipnja 2012. 19:00, susret br. 007 |       |                     |                                                                     |
| Nijemci iz Južnog Tirola               | 8 : 0 | Nijemci iz Mađarske | Sparkassen-Sport- und Freizeitzentrum, Radibor Sudac: Ringo Schmidt |
|                                        |       |                     | Sparkassen-Sport- und Freizeitzentrum, Radibor Sudac: Ringo Schmidt |

| 17. lipnja 2012. 17:00, susret br. 008 |                             |                           |                                                                       |
| Karačajevci iz Rusije                  | 9 : 1                       | Thonberger Sportclub 1931 | Sparkassen-Sport- und Freizeitzentrum, Radibor Sudac: Ronny Mollinger |
|                                        | utakmica izvan konkurencije |                           | Sparkassen-Sport- und Freizeitzentrum, Radibor Sudac: Ronny Mollinger |

Ljestvica nakon 1. kola
| Momčad                   | Uta. | Pob. | Izj. | Por. | Po. | Pr. | Gr. | Bod. |
| ------------------------ | ---- | ---- | ---- | ---- | --- | --- | --- | ---- |
| Nijemci iz Južnog Tirola | 1    | 1    | 0    | 0    | 8   | 0   | +8  | 3    |
| Nijemci iz Mađarske      | 1    | 0    | 0    | 1    | 0   | 8   | -8  | 0    |
| Karačajevci iz Rusije    | 0    | 0    | 0    | 0    | 0   | 0   | +0  | 0    |

- 2. kolo

| 18. lipnja 2012. 17:00, susret br. 017 |       |                       |                                          |
| Nijemci iz Južnog Tirola               | 3 : 0 | Karačajevci iz Rusije | Panschwitz / Kuckau Sudac: Ringo Schmidt |
|                                        |       |                       | Panschwitz / Kuckau Sudac: Ringo Schmidt |

| 18. lipnja 2012. 19:00, susret br. 018 |                             |                      |                                |
| Nijemci iz Mađarske                    | 4 : 1                       | SV Sankt Marienstern | Panschwitz / Kuckau Sudac: n/p |
|                                        | utakmica izvan konkurencije |                      | Panschwitz / Kuckau Sudac: n/p |

Ljestvica nakon 2. kola
| Momčad                   | Uta. | Pob. | Izj. | Por. | Po. | Pr. | Gr. | Bod. |
| ------------------------ | ---- | ---- | ---- | ---- | --- | --- | --- | ---- |
| Nijemci iz Južnog Tirola | 2    | 2    | 0    | 0    | 11  | 0   | +11 | 6    |
| Karačajevci iz Rusije    | 1    | 0    | 0    | 1    | 0   | 3   | -3  | 0    |
| Nijemci iz Mađarske      | 1    | 0    | 0    | 1    | 0   | 8   | -8  | 0    |

- 3. kolo

| 19. lipnja 2012. 19:00, susret br. 027 |                    |                   |                              |
| Nijemci iz Južnog Tirola               | -                  | Nijemci iz Danske | Panschwitz / Kuckau Sudac: - |
|                                        | utakmica je otpala |                   | Panschwitz / Kuckau Sudac: - |

| 19. lipnja 2012. 19:00, susret br. 028 |       |                       |                                  |
| Nijemci iz Mađarske                    | 0 : 2 | Karačajevci iz Rusije | Wittichenau Sudac: Charly Bethke |
|                                        |       |                       | Wittichenau Sudac: Charly Bethke |

Ljestvica nakon 3. kola
| Momčad                   | Uta. | Pob. | Izj. | Por. | Po. | Pr. | Gr. | Bod. |
| ------------------------ | ---- | ---- | ---- | ---- | --- | --- | --- | ---- |
| Nijemci iz Južnog Tirola | 2    | 2    | 0    | 0    | 11  | 0   | +11 | 6    |
| Karačajevci iz Rusije    | 2    | 1    | 0    | 1    | 2   | 3   | -1  | 3    |
| Nijemci iz Mađarske      | 2    | 0    | 0    | 2    | 0   | 10  | -10 | 0    |

U četvrtzavršnicu su se plasirali Nijemci iz Južnog Tirola.

#### Skupina E
Rezultati su bili:
- 1. kolo

| 17. lipnja 2012. 17:00, susret br. 009 |       |                   |                                   |
| Danci iz Njemačke                      | 4 : 1 | Cimbri iz Italije | Crostwitz Sudac: Heiko Heiduschke |
|                                        |       |                   | Crostwitz Sudac: Heiko Heiduschke |

| 17. lipnja 2012. 19:00, susret br. 010 |       |                        |                              |
| Velšani iz V. Britanije                | 2 : 5 | Oksitanci iz Francuske | Crostwitz Sudac: Frank Sturm |
|                                        |       |                        | Crostwitz Sudac: Frank Sturm |

Ljestvica nakon 1. kola
| Momčad                  | Uta. | Pob. | Izj. | Por. | Po. | Pr. | Gr. | Bod. |
| ----------------------- | ---- | ---- | ---- | ---- | --- | --- | --- | ---- |
| Oksitanci iz Francuske  | 1    | 1    | 0    | 0    | 5   | 2   | +3  | 3    |
| Danci iz Njemačke       | 1    | 1    | 0    | 0    | 4   | 1   | +3  | 3    |
| Velšani iz V. Britanije | 1    | 0    | 0    | 1    | 2   | 5   | -3  | 0    |
| Cimbri iz Italije       | 1    | 0    | 0    | 1    | 1   | 4   | -3  | 0    |

- 2. kolo

| 18. lipnja 2012. 17:00, susret br. 019 |       |                         |                                                                       |
| Danci iz Njemačke                      | 5 : 3 | Velšani iz V. Britanije | Sparkassen-Sport- und Freizeitzentrum, Radibor Sudac: Ronny Mollinger |
|                                        |       |                         | Sparkassen-Sport- und Freizeitzentrum, Radibor Sudac: Ronny Mollinger |

| 18. lipnja 2012. 19:00, susret br. 020 |       |                        |                                                                    |
| Cimbri iz Italije                      | 0 : 5 | Oksitanci iz Francuske | Sparkassen-Sport- und Freizeitzentrum, Radibor Sudac: Justus Große |
|                                        |       |                        | Sparkassen-Sport- und Freizeitzentrum, Radibor Sudac: Justus Große |

Ljestvica nakon 2. kola
| Momčad                  | Uta. | Pob. | Izj. | Por. | Po. | Pr. | Gr. | Bod. |
| ----------------------- | ---- | ---- | ---- | ---- | --- | --- | --- | ---- |
| Oksitanci iz Francuske  | 2    | 2    | 0    | 0    | 10  | 2   | +8  | 6    |
| Danci iz Njemačke       | 2    | 2    | 0    | 0    | 9   | 4   | +5  | 6    |
| Velšani iz V. Britanije | 2    | 0    | 0    | 2    | 5   | 10  | -5  | 0    |
| Cimbri iz Italije       | 2    | 0    | 0    | 2    | 1   | 9   | -8  | 0    |

- 3. kolo

| 19. lipnja 2012. 19:00, susret br. 029 |       |                        |                                                                 |
| Danci iz Njemačke                      | 0 : 1 | Oksitanci iz Francuske | Sparkassen-Sport- und Freizeitzentrum, Radibor Sudac: Jan Töpel |
|                                        |       |                        | Sparkassen-Sport- und Freizeitzentrum, Radibor Sudac: Jan Töpel |

| 19. lipnja 2012. 19:00, susret br. 030 |       |                         |                                |
| Cimbri iz Italije                      | 3 : 2 | Velšani iz V. Britanije | Neschwitz Sudac: Ringo Schmidt |
|                                        |       |                         | Neschwitz Sudac: Ringo Schmidt |

Ljestvica nakon 3. kola
| Momčad                  | Uta. | Pob. | Izj. | Por. | Po. | Pr. | Gr. | Bod. |
| ----------------------- | ---- | ---- | ---- | ---- | --- | --- | --- | ---- |
| Oksitanci iz Francuske  | 3    | 3    | 0    | 0    | 11  | 2   | +9  | 9    |
| Danci iz Njemačke       | 3    | 2    | 0    | 1    | 9   | 5   | +4  | 6    |
| Cimbri iz Italije       | 3    | 1    | 0    | 2    | 4   | 11  | -7  | 3    |
| Velšani iz V. Britanije | 3    | 0    | 0    | 3    | 7   | 13  | -6  | 0    |

U četvrtzavršnicu plasirali su se Oksitanci iz Francuske i Danci iz Njemačke.

### Utakmice za poredak od 9. do 19. mjesta
Utakmice za poredak od 9. do 19. mjesta su se igrale po prilagođenim pravilima odnosno po skraćenom ritmu. Sve su odigrane 21. lipnja od 10 do 14 sati.
Momčadi su bile poredane u dvjema skupinama: 
- skupina A: Nijemci iz Poljske, manjine iz Estonije, Retoromani, Ladini iz Italije, Velšani iz V. Britanije

Susrete su igrali u Bautzenu na stadionu Müllerwiese. Sudili su Christian Frenzel, Bernd Kinski, Dieter Bransky i Frank Sturm.
- skupina B: Slovaci iz Mađarske, zapadnotrački Turci, Karačajevci iz Rusije, Cimbri iz Italije

Susrete su igrali u Bautzenu na stadionu Müllerwiese. Sudili su Marco Gebert,  Thomas Oslizlok, Sandro Mollinger i Oliver Vacek.
Sjeverni Frizijci iz Njemačke i Nijemci iz Mađarske nisu sudjelovali u natjecanjima za poredak.
| Skupina A |                         |   |                         |          |
| Početak   | Sastav 1                | - | Sastav 2                | Rezultat |
| 10:00     | manjine iz Estonije     | - | Retoromani              | 4 : 0    |
| 10:00     | Ladini iz Italije       | - | Nijemci iz Poljske      | 0 : 2    |
| 10:44     | Velšani iz V. Britanije | - | manjine iz Estonije     | 2 : 0    |
| 10:44     | Retoromani              | - | Ladini iz Italije       | 0 : 3    |
| 11:28     | Nijemci iz Poljske      | - | Velšani iz V. Britanije | 2 : 0    |
| 11:28     | Ladini iz Italije       | - | manjine iz Estonije     | 3 : 0    |
| 12:20     | Nijemci iz Poljske      | - | Retoromani              | 1 : 0    |
| 12:20     | Velšani iz V. Britanije | - | Ladini iz Italije       | 0 : 0    |
| 12:56     | manjine iz Estonije     | - | Nijemci iz Poljske      | 1 : 2    |
| 12:56     | Retoromani              | - | Velšani iz V. Britanije | 1 : 0    |
| Skupina B |                         |   |                         |          |
| Početak   | Sastav 1                | - | Sastav 2                | Rezultat |
| 10:22     | Cimbri iz Italije       | - | Slovaci iz Mađarske     | 1 : 3    |
| 10:22     | Nijemci iz Mađarske     | - | Karačajevci iz Rusije   | n / o    |
| 11:06     | zapadnotrački Turci     | - | Cimbri iz Italije       | 2 : 0    |
| 11:50     | Karačajevci iz Rusije   | - | zapadnotrački Turci     | 0 : 0    |
| 12:34     | Karačajevci iz Rusije   | - | Slovaci iz Mađarske     | 4 : 0    |
| 13:18     | Cimbri iz Italije       | - | Karačajevci iz Rusije   | 0 : 2    |
| 12:34     | Slovaci iz Mađarske     | - | zapadnotrački Turci     | 0 : 1    |

| Za poredak    |                       |   |                         |                |
| Početak       | Sastav 1              | - | Sastav 2                | Rezultat       |
| Za 15. mjesto |                       |   |                         |                |
| 13:18         | Cimbri iz Italije     | - | manjine iz Estonije     | 1 : 0          |
| Za 13. mjesto |                       |   |                         |                |
| 12:56         | Slovaci iz Mađarske   | - | Velšani iz V. Britanije | 5 : 4 (n/jed.) |
| Za 11. mjesto |                       |   |                         |                |
| 13:18         | zapadnotrački Turci   | - | Ladini iz Italije       | 4 : 5 (n/jed.) |
| Za 9. mjesto  |                       |   |                         |                |
| 12:56         | Karačajevci iz Rusije | - | Nijemci iz Poljske      | 5 : 4 (n/jed.) |

### Borba za medalje

#### Četvrtzavršnica
Rezultati četvrtzavršnice bili su:
| 21. lipnja 2012. 18:30, susret br. 031 |       |              |                                         |
| Romi iz Mađarske                       | 1 : 0 | Lužički Srbi | Panschwitz / Kuckau Sudac: Justus Große |
|                                        |       |              | Panschwitz / Kuckau Sudac: Justus Große |

| 21. lipnja 2012. 18:30, susret br. 032 |       |                        |                                                                      |
| Nijemci iz Južnog Tirola               | 3 : 0 | Oksitanci iz Francuske | Sparkassen-Sport- und Freizeitzentrum, Radibor Sudac: Matthias Krahl |
|                                        |       |                        | Sparkassen-Sport- und Freizeitzentrum, Radibor Sudac: Matthias Krahl |

| 21. lipnja 2012. 16:00, susret br. 033 |       |                   |                                     |
| koruški Slovenci                       | 5 : 0 | Danci iz Njemačke | Nebelschütz Sudac: Heiko Heiduschke |
|                                        |       |                   | Nebelschütz Sudac: Heiko Heiduschke |

| 21. lipnja 2012. 16:00, susret br. 034 |       |                   |                                |
| Hrvati iz Srbije                       | 3 : 1 | Nijemci iz Rusije | Wittichenau Sudac: Andre Wende |
| 84' (3:1)                              |       |                   | Wittichenau Sudac: Andre Wende |

#### Poluzavršnica
Rezultati poluzavršnice bili su:
| 22. lipnja 2012. 16:00, susret br. 035 |       |                          |                                                    |
| Hrvati iz Srbije                       | 0 : 4 | Nijemci iz Južnog Tirola | Crostwitz Broj gledatelja: 1000 Sudac: Rolf Körner |
|                                        |       |                          | Crostwitz Broj gledatelja: 1000 Sudac: Rolf Körner |

| 22. lipnja 2012. 18:30, susret br. 036 |                      |                  |                                                    |
| koruški Slovenci                       | 1 : 1 5 : 6 (n/jed.) | Romi iz Mađarske | Ralbitz Broj gledatelja: 1000 Sudac: Tony Schuster |
|                                        |                      |                  | Ralbitz Broj gledatelja: 1000 Sudac: Tony Schuster |

#### Za odličja
Rezultati su bili :
- za broncu:

| 23. lipnja 2012. 11:00, susret br. 037 |       |                  |                                                |
| Hrvati iz Srbije                       | 1 : 0 | koruški Slovenci | Stadion Müllerwiese, Bautzen Sudac: Josef Jurk |
|                                        |       |                  | Stadion Müllerwiese, Bautzen Sudac: Josef Jurk |

- za zlato:

| 23. lipnja 2012. 13:30, susret br. 038 |       |                  |                               |
| Nijemci iz Južnog Tirola               | 3 : 1 | Romi iz Mađarske | Bautzen Sudac: Alexander Witt |
|                                        |       |                  | Bautzen Sudac: Alexander Witt |

| Pobjednici                            |
| ------------------------------------- |
| Nijemci iz Južnog Tirola Drugi naslov |

## Ostale statistike
Organizatorove procjene su da je turnir na stadionima izravno pratilo 16 tisuća gledatelja, a preko izravnog prijenosa internetom još oko 100 tisuća gledatelja i slušatelja.

## Vanjske poveznice
- Službene stranice natjecanja
- SUEM Krovna organizacija
- Flickr Europeada 2012.
- ISSUU  Arhivirana inačica izvorne stranice od 4. studenoga 2012. (Wayback Machine) Europeada 2012.
- Facebook Europeada 2012.
- Flickr Trofej namijenjen pobjedniku